# Fritz Lange (Fußballspieler)
Fritz Lange (Lebensdaten unbekannt) war ein deutscher Fußballspieler.

## Karriere

### Vereine
Lange gehörte von 1916 bis 1918 zunächst dem FC Arminia Hannover an, der sich mit der Fusionierung mit dem Rugby spielenden SV Merkur 1898 vom 23. August 1918 bis Februar 1920 SV Arminia-Merkur von 1898 und danach SV Arminia Hannover nannte.
Das Finale um die Norddeutsche Meisterschaft gewann er mit seiner Mannschaft am 2. Mai 1920 mit 2:1 gegen Borussia Harburg.
In der Endrunde um die Deutsche Meisterschaft vertreten, spielte er am 16. Mai 1920 in Kiel bei der 1:2-Viertelfinalniederlage nach Verlängerung gegen den Stettiner FC Titania.
Als Zweitplatzierter der Norddeutschen Meisterschaft nahm er mit seiner Mannschaft 1930 das zweite Mal an der Endrunde um die Deutsche Meisterschaft teil. Das am 18. Mai 1930 gegen den FC Schalke 04 ausgetragene Achtelfinale im Stadion an der Castroper Straße in Bochum wurde mit 2:6 verloren.